# Johogunung
Johogunung is een bestuurslaag in het regentschap Rembang van de provincie Midden-Java, Indonesië. Johogunung telt 884 inwoners (volkstelling 2010).